# Karl Klammt
Karl Klammt (* 4. Februar 1912 in Friedewalde, heute Skoroszyce; † 16. Oktober 1987 in Landshut) war ein deutscher Politiker des GB/BHE und als solcher von 1950 bis 1959 Abgeordneter des Bayerischen Landtags.

## Biografie
Klammt besuchte die Volksschule und die Zweigstelle Gleiwitz der Verwaltungsakademie in Breslau. Zum 1. Januar 1932 trat er der NSDAP bei (Mitgliedsnummer 844.891). Nach Bestehen der Prüfungen für den mittleren und den gehobenen Postdienst war er als Postinspektor in Gleiwitz tätig. Im Zweiten Weltkrieg wurde er, zuletzt als Obergefreiter, an der Ost- und Westfront eingesetzt. Nachdem er aus der US-amerikanischen Kriegsgefangenschaft entlassen worden war, zog er nach Simbach bei Landau, wo sich seine aus Schlesien geflohene Familie niederließ. Als Postangestellter in Landshut kehrte er in sein altes Arbeitsumfeld zurück.

### Funktionen
Ab 1948 war Klammt in Vertriebenenorganisationen aktiv. 1949 wurde er Landesgeschäftsführer des Neubürgerbundes, außerdem war er Kreisvorsitzender des Heimkehrerverbandes, von 1953 an bayerischer Landesvorsitzender und stellvertretender Bundesvorsitzender des Bundes der Kinderreichen Deutschlands sowie seit 1955 stellvertretender Bezirksvorsitzender für Niederbayern der Schlesischen Landsmannschaft.

### Politik
1950 beteiligte sich Klammt an der Gründung des BHE und wurde zum ersten Landessekretär der Partei gewählt, in der er später das Amt des zweiten Bezirksvorsitzenden für Niederbayern bekleidete. Bei der Landtagswahl 1950 wurde er im Wahlkreis Niederbayern in den Landtag gewählt. Während seiner ersten Wahlperiode bis 1954 bekleidete er das Amt des Vorsitzenden des Ausschusses für Angelegenheiten der Heimatvertriebenen und Kriegsfolgegeschädigten.

Bei der Wahl 1954 wurde sein Mandat im Landtag bestätigt, in der neuen Wahlperiode fungierte er als Schriftführer im Landtagspräsidium an. Ferner war er Mitglied des Fraktionsvorstandes.

Bei der Landtagswahl in Bayern 1958 wurde er erneut in den Landtag gewählt, schied jedoch zum 5. März 1959 aus dem Parlament aus. Sein Nachrücker im Mandat war Waldemar Kluge (BHE, SPD).
Im März 1958 wurde Klammt zum Bürgermeister von Landshut gewählt.